# Galium lucidum subsp. lucidum
Galium lucidum subsp. lucidum é uma subespécie de planta com flor pertencente à família Rubiaceae. 
A autoridade científica da subespécie é All., tendo sido publicada em Auct. Syn. Stirp. Taurin. 5 (1773).

## Portugal
Trata-se de uma subespécie presente no território português, nomeadamente em Portugal Continental.
Em termos de naturalidade é nativa da região atrás indicada.

## Protecção
Não se encontra protegida por legislação portuguesa ou da Comunidade Europeia.